# Willi Frischauer
Willi Frischauer (* 8. September 1906 in Wien, Österreich-Ungarn; † 1. Dezember 1978 in London) war ein österreichisch-britischer Journalist.

## Leben
Wilhelm Friedrich Frischauer war der jüngste der fünf Söhne von Anna Klebinder (* 13. April 1870; † 22. November 1942 im Ghetto Theresienstadt) und Otto Frischauer (* 5. Februar 1863; † 24. August 1943 in Theresienstadt).
Er schrieb, wie auch sein Bruder Paul Frischauer für Boulevardblätter, wie das Neue Wiener Tagblatt, die Wiener Sonn- und Montags-Zeitung und die Montagspost. Dabei waren es insbesondere investigative und biographische ‚stories‘.
Am 8. April 1932 kolportierte Willi Frischauer den zutreffenden Hinweis von Engelbert Dollfuß über den Vater Alois von Adolf Hitler und dessen undurchsichtigen Namenswechsel von ‚Schicklgruber‘.
Als Korrespondent in Berlin drahtete er am 27. Februar 1933 bereits zwei Stunden nach dem Reichstagsbrand an die Redaktion der Wiener Allgemeinen Zeitung, aufgrund verlässlicher Informanten hielte er es für unzweifelhaft, dass das Feuer „von Söldnern der Hitlerregierung entfacht worden“ sei, da es entsprechende Spuren gäbe in dem unterirdischen Gang vom Reichstag zu den Diensträumen des damaligen Parlamentspräsidenten und zugleich Reichskommissars der Preußischen Polizei Hermann Göring. Diese heute überwiegend als gut belegt geltende Version verwendet er auch zum Verständnis der „Verbrechernatur des ganzen Systems“ in seiner Göring-Biographie Ein Marschallstab zerbrach Wegen seiner Verkaufszahlen steigernden Recherchen wurde er im Juli 1933 Redaktionsleiter der Wiener Sonn- und Montagszeitung.
1935 emigrierte er, als Jude verfolgt, nach Großbritannien. 1938 reiste er nochmals nach Wien. Dort begegnete erneut Stephanie von Hohenlohe, mit der er über seinen Neffen verschwägert war und die in London für das NS-Regime Kontakte zu englischen NS-Sympathisanten aufbaute. Darüber konnte er einen vielbeachteten, aber wirkungslosen Enthüllungsbericht im Daily Herald schreiben. 1940 warnte er ebenfalls vergeblich in seinem Buch The Nazis at war vor der Unterstützung der Opposition innerhalb der NSDAP und Dissidenten wie Otto Strasser.
Für die Blätter der Odhams Press entstehen eine Vielzahl von Artikeln zu deutschen Themen Politische Einschätzungen zum NS-Staat und der jungen Bundesrepublik findet sich im britischen ‚Daily Herald‘ oder dem kanadische Maclean’s - Canada’s National Magazine. 1945 mutmaßte er als einer der ersten, aber noch ohne weitere Belege, in der Londoner Zeitung People der deutsch-russische Filmstar Olga Tschechowa habe während des Krieges gleichzeitig für Hitler und Polen Spionage getrieben. 1966 überraschte er seine progressiven Leser mit seinem Plädoyer für eine Begnadigung von Albert Speer. Umgekehrt irritierte 1969 sein überschwängliches Lob für den experimentellen, medienkritischen Film Rape von John Lennon und Yoko Ono die konservative Leserschaft des Evening Standards.
Neben der Zeitungsarbeit schrieb er populärwissenschaftliche Biographien, zunächst über verschiedene ‚Nazi-Größen‘, später von Medienstars.

## Werke (Auswahl)
- Twilight in Vienna. The capital without a country. Collins, London 1938.
- The Nazis at war. Gollancz, London 1940.
- Goering. Odhams Press, London 1950. Deutsche Ausgabe: Ein Marschallstab zerbrach – eine Göring-Biographie. Münster Verlag, Ulm 1951. Überarbeitete Neuausgabe The Rise and Fall of Hermann Goering, Ballantine Books, New York 1960.
- Himmler. The Evil Genius of the Third Reich. Odhams Press, London 1953.
- The Navy’s here!. Zusammen mit Robert Jackson. Gollancz, London 1955. In den USA unter dem Titel: The Altmark affair. Macmillan, New York 1955. Über den Untergang des Panzerschiffs Admiral Graf Spee 1939.
- Henriette von Schirach: The Price of Glory. (OT: ‚Der Preis der Herrlichkeit‘ Limes, Wiesbaden 1956). Übersetzt und bearbeitet. Frederick Muller, London 1960.
- The Man who came back. The Story of Otto John. Muller, London 1958. Als Taschenbuchausgabe Berlin betrayal. The story of Otto John, Belmont Books, New York 1961.
- European Commuter. The Scandalous Years of Willi Frischauer. Autobiografie. Macmillan, New York 1964.
- An Hotel Is Like A Woman. The Grand Hotels of Europe. Frewin, London 1965. Deutsche Ausgabe: Europas Grand-Hotels, MVG, München 1966.
- The clinic. A case history of the world’s most private hospital. Frewin, London 1966.
- Onassis. A Report without an end. Lübbe, Bergisch Gladbach 1968.
- The Aga Khans. The Bodley Head, London 1970.
- Will you welcome now ... David Frost. Hawthorne, London 1971.
- Millionaire’s Islands. The inside story of the great greek shipping families and their islands homes. Joseph, London 1973.
- Behind the scenes of Otto Preminger. An unauthorised biography. Joseph, London 1973.
- Nicky’s Heart. (Krankheitsgeschichte von Nicky Frischauer). Joseph, London 1975.
- Caroline Kennedy, Adventures of an Innocent Abroad. Ladies’ Home Journal, February 1976.
- Jackie. Das Leben der Ehefrau von John F. Kennedy und Aristoteles Onassis Lübbe, Bergisch Gladbach 1977.
- Margaret. Princess without a cause. Joseph, London 1977.
- Bardot. An Intimate Biography. Joseph, London 1978.